# The Evolution Tour
L'Evolution Tour è il quinto tour della cantante statunitense Anastacia, a promozione del suo sesto album di inediti.
Come nel tour precedente, la cantante permette agli spettatori di votare tramite l'Anastacia App un brano da eseguire tratto dall'album It's a Man's World del 2012, in quanto il tour di quest'ultimo venne annullato a causa di un secondo cancro al seno nel 2013.

## Scaletta
Questa scaletta rappresenta quella del concerto del 19 aprile 2018 a Utrecht. Non è, pertanto, rappresentativa per tutti gli spettacoli del tour.
Opening Act: Lauren Ray
I atto
This is Evolution (intro)
1. Left Outside Alone
2. Caught in the Middle
3. I Can Feel You
4. Redlight
5. Sick and Tired
6. Before
7. Cowboys & Kisses
8. One Day in Your Life

II atto
Funk (band interlude, contiene elementi di Love Rollercoaster e I Wish)
1. Not That Kind
2. Nobody Loves Me Better
3. Why
4. Pieces of a Dream
5. Why'd You Lie to Me
6. Stupid Little Things
7. Paid My Dues

III atto
1. Brano scelto dal pubblico[4]
2. I do
3. Boxer

IV atto - Encore
1. My Everything
2. I'm Outta Love

## Date
| Data             | Città                  | Stato              | Luogo                                   |
| ---------------- | ---------------------- | ------------------ | --------------------------------------- |
| Europa           |                        |                    |                                         |
| 19 aprile 2018   | Utrecht                | Paesi Bassi        | Tivoli Vredenburg                       |
| 21 aprile 2018   | Lussemburgo            | Lussemburgo        | Den Atelier                             |
| 22 aprile 2018   | Groninga               | Paesi Bassi        | De Oosterpoort                          |
| 23 aprile 2018   | Amsterdam              | Paesi Bassi        | Paradiso                                |
| 25 aprile 2018   | Berlino                | Germania           | Admiralspalast                          |
| 26 aprile 2018   | Amburgo                | Germania           | Laeiszhalle                             |
| 28 aprile 2018   | Essen                  | Germania           | Colosseum Theater                       |
| 30 aprile 2018   | Monaco di Baviera      | Germania           | Philiharmonie                           |
| 2 maggio 2018    | Zurigo                 | Svizzera           | Volkshaus                               |
| 3 maggio 2018    | Vienna                 | Austria            | Wiener Stadthalle                       |
| 4 maggio 2018    | Francoforte sul Meno   | Germania           | Alte Oper                               |
| 6 maggio 2018    | Brescia                | Italia             | Gran Teatro Morato                      |
| 7 maggio 2018    | Roma                   | Italia             | Auditorium Parco della Musica           |
| 9 maggio 2018    | Bologna                | Italia             | Europauditorium                         |
| 10 maggio 2018   | Milano                 | Italia             | Teatro Ciak                             |
| 12 maggio 2018   | Praga                  | Repubblica Ceca    | Forum Karlin                            |
| 13 maggio 2018   | Budapest               | Ungheria           | Tüskecsarnokban                         |
| 15 maggio 2018   | Skopje                 | Macedonia del Nord | Boris Trajkovski Sports Arena           |
| 1 giugno 2018    | Northampton            | Regno Unito        | Franklin's Gardens                      |
| 3 giugno 2018    | Perth                  | Regno Unito        | McDiarmid Park                          |
| 6 giugno 2018    | Ta' Qali               | Malta              | MFCC Malta Fairs and Conventions Centre |
| 9 giugno 2018    | Emmen                  | Paesi Bassi        | De Grote Rietplas                       |
| 10 giugno 2018   | Lincoln                | Regno Unito        | Lincolnshire Showground                 |
| 13 giugno 2018   | Shrewsbury             | Regno Unito        | New Meadow                              |
| 14 giugno 2018   | Wolfhagen              | Germania           | Kulturzelt                              |
| Asia             |                        |                    |                                         |
| 16 giugno 2018   | Astana                 | Kazakistan         | Astana Arena                            |
| 17 giugno 2018   | Almaty                 | Kazakistan         | Medeu                                   |
| Europa           |                        |                    |                                         |
| 21 giugno 2018   | Chesterfield           | Regno Unito        | Proact Stadium                          |
| 22 giugno 2018   | Greifswald             | Germania           | Strandbad Eldena                        |
| 24 giugno 2018   | Olomouc                | Repubblica Ceca    | Korunna Pevnustk                        |
| Asia             |                        |                    |                                         |
| 26 giugno 2018   | Bodrum                 | Turchia            | Yalikavak Marina                        |
| Europa           |                        |                    |                                         |
| 28 giugno 2018   | Cervere                | Italia             | Anfiteatro dell'Anima                   |
| 29 giugno 2018   | Mantova                | Italia             | Mantova Outlet Village                  |
| Asia             |                        |                    |                                         |
| 2 luglio 2018    | Tashkent               | Uzbekistan         | Istiklol Palace                         |
| Europa           |                        |                    |                                         |
| 7 luglio 2018    | Potsdam                | Germania           | Lustgarten                              |
| 13 luglio 2018   | Locarno                | Svizzera           | Piazza Grande                           |
| 14 luglio 2018   | Genova                 | Italia             | Arena del Mare                          |
| 16 luglio 2018   | Ratisbona              | Germania           | Cortile del Palazzo Thurn und Taxis     |
| 18 luglio 2018   | Karlshamn              | Svezia             | Körmölleplan                            |
| 20 luglio 2018   | Mariehamn              | Finlandia          | Centralt Torget                         |
| 21 luglio 2018   | Seinäjoki              | Finlandia          | Marttilankoulun                         |
| 24 luglio 2018   | Pineda de Mar          | Spagna             | Passeig Maritim                         |
| 26 luglio 2018   | Sylt                   | Germania           | Dünenpark List auf Sylt                 |
| 27 luglio 2018   | Norderney              | Germania           | Summertime-Arena am Nordstrand          |
| 29 luglio 2018   | Landshut               | Germania           | Ringelstecherwiese                      |
| 4 agosto 2018    | Eschweiler             | Germania           | Eschweiler Marktplatz                   |
| 8 agosto 2018    | Zofingen               | Svizzera           | Lindenbühne                             |
| 9 agosto 2018    | Schaffhausen           | Svizzera           | Fronwagplatz                            |
| 10 agosto 2018   | Zwickau                | Germania           | Stadthalle Zwickau                      |
| 12 agosto 2018   | Trnava                 | Slovacchia         | Sommerkino – Städtisches Amphitheater   |
| 14 agosto 2018   | Burghausen             | Germania           | Waffenplatz                             |
| 15 agosto 2018   | Sopot                  | Polonia            | Opera Leśna                             |
| 17 agosto 2018   | Dresda                 | Germania           | Messehalle 1                            |
| 18 agosto 2018   | Berlino                | Germania           | Kindl-Bühne Wuhlheide                   |
| 19 agosto 2018   | Magdeburgo             | Germania           | Stadthalle Magdeburg                    |
| 24 agosto 2018   | Spiez                  | Svizzera           | Spiez bay                               |
| 25 agosto 2018   | Hannover               | Germania           | Expo Plaza                              |
| 26 agosto 2018   | Mönchengladbach        | Germania           | Schloss Rheydt                          |
| 9 novembre 2018  | Vantaa                 | Finlandia          | Pro On Stage                            |
| 11 novembre 2018 | Oslo                   | Norvegia           | Sentrum Scene                           |
| 13 novembre 2018 | Tilburg                | Paesi Bassi        | 013                                     |
| 14 novembre 2018 | Lubecca                | Germania           | MuK Konzertsaal                         |
| 15 novembre 2018 | Leverkusen             | Germania           | Terrassensaal                           |
| 17 novembre 2018 | Lingen                 | Germania           | EmslandArena                            |
| 20 novembre 2018 | Minsk                  | Bielorussia        | Palace Of Republic                      |
| 21 novembre 2018 | Krasnogorsk            | Russia             | Crocus City Hall                        |
| 1 dicembre 2018  | Sankt Anton am Arlberg | Austria            | Stanton Ski Open                        |